# Never Forget You (canção de Noisettes)
"Never Forget You" é uma canção composta, produzida e interpretada pela banda britânica Noisettes, lançada em 15 de junho como o terceiro single do álbum Wild Young Hearts.

## Videoclipe
O videoclipe da canção tem três temas simultâneos. No primeiro, Shingai Shoniwa sai de um edifício que lembra uma fábrica ou um armazém através de uma porta azul. Ela toma um gole de uma garrafa de uísque, coloca a garrafa no chão e puxa um baixo dourado por cima dos ombros. A câmera foca suas botas prateadas, referenciadas na letra. Depois de cantar os primeiros versos da canção, ela se dirige a um Porsche 356 conversível, e entra no banco do passageiro. Após sentar ali por alguns instantes, como se estivesse pensando em lembranças do passado, ela retira as botas e coloca-as no banco de trás do carro. Depois de andar descalça em volta do edifício, ela espreita pela porta quase fechada e vê um homem anônimo sair com o veículo, sem notar que as botas estão no banco de trás.
Enquanto este tema, relacionado diretamente à letra da canção, se desenrola, são mostradas cenas frequentes dos Noisettes interpretando a canção, com o acompanhamento de uma orquestra e cantores de apoio, no que parece ser um teatro abandonado, iluminado com uma suave luz vermelha. Shoniwa está com um vestido branco e os pés descalços (de remover as botas anteriormente). No final, o vídeo corta com frequência para a varanda acima do espaço de ensaio, onde Shoniwa pode ser vista novamente, desta vez num vestido preto, cantando. Enquanto a música acaba, a cena final mostra a silhueta de Shoniwa na frente de uma esfera gigante vermelha, à medida que a câmera garimpa para fora um pouco e se desvanece em preto.
O videoclipe foi lançado no canal oficial da banda no YouTube em 1 de maio de 2009 e foi visto mais de 150 mil vezes até 21 de junho de 2009, quando a canção foi lançada como single. Até 3 de dezembro de 2009, havia sido visto mais de 1,8 milhão de vezes.

## Faixas
Download digital
1. "Never Forget You"
2. "Never Forget You (FP remix)
3. "When You Were Young" (Radio 1 Live Lounge)
4. "Never Forget You" (video)

## Recepção crítica
A canção foi bem recebida pela maioria dos críticos. Em 14 de julho de 2009, foi escolhida como "escolha da semana" do USA Today, sob o seguinte comentário: "a espumante cantiga de soul do trio britânico é, graças à interpretação doce de Shingai Shoniwa, remanescente de um ritmo de festa do início da Motown".
Caroline Sullivan do The Guardian afirmou, em sua crítica de Wild Young Hearts, que a faixa é uma das melhores do álbum, e que suas "camadas de sinos, cordas, e percussão latina formam um triunfante muro de som". Heather Phares do All Music Guide apontou que a "estrutura cheia de soul de "Never Forget You" ecoa à Amy Winehouse", o que ela considerou como uma "lisonjeira imitação".

## Recepção comercial
A canção estreou na posição de número 68 na parada britânica, uma semana antes de seu lançamento oficial, graças a uma grande quantidade de downloads. Após o lançamento, ascendeu vinte posições para o quadragésima oitavo lugar. A canção atingiu seu pico na décima oitava posição, se tornando o segundo single da banda a ficar entre os vinte mais na parada britânica. Na Irlanda, atingiu a vigésima quarta posição. Ao contrário do single anterior, "Never Forget You" não conseguiu entrar na parada de música dance da Billboard e nem nas paradas holandesa e suíça.
| Parada (2009)       | Maior posição |
| ------------------- | ------------- |
| Eurochart Hot 100   | 62            |
| Irish Singles Chart | 24            |
| UK Singles Chart    | 18            |

## Na mídia
Os Noisettes interpretaram a canção no talk-show estadunidense Wendy Williams Show em 11 de agosto de 2009. Eles também irão interpretar a canção num episódio da nova temporada da série estadunidense One Tree Hill.